# James Peter Allen

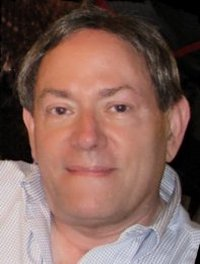
James Peter Allen.

James Peter Allen (nacido en 1945) es un egiptólogo estadounidense, especializado en lengua y religión egipcia. Fue curator (conservador) de Arte egipcio en el Metropolitan Museum of Art, de 1990 a 2006. En 2007, profesor Wilbour de egiptología en la Brown University. En 2008, fue elegido presidente de la International Association of Egyptologists (Asociación Internacional de egiptólogos).

## Publicaciones
- The Inflection of the Verb in the Pyramid Texts (Malibu: Undena, 1984)
- Genesis in Egypt: The Philosophy of Ancient Egyptian Creation Accounts (New Haven: Yale University Press, 1988)
- Middle Egyptian: An Introduction to the Language and Culture of Hieroglyphs (Cambridge: University Press, 2000)
- The Heqanakht papyri. (New York: Metropolitan Museum of Art, 2002)
- The Art of Medicine in Ancient Egypt (New York: Metropolitan Museum of Art, 2006)
- The Ancient Egyptian Pyramid Texts (Society of Biblical Literature, 2005)
- The Egyptian Coffin Texts, Vol. 8. Middle Kingdom Copies of Pyramid Texts (Chicago: University Press, 2006)
- "The Amarna Succession"[1] in Causing His Name to Live: Studies in Egyptian Epigraphy and History in Memory of William J. Murnane, University of Memphis, 2007
- Middle Egyptian: An Introduction to the Language and Culture of Hieroglyphs 2nd ed. (Cambridge: University Press, 2010)
- The Debate between a Man and His Soul, a Masterpiece of Ancient Egyptian Literature (Culture and History of the Ancient Near East 44; Leiden and Boston: Brill, 2011)